# Juri kogurjói király
Juri (Yuri) (? – i. sz. 18.) az ókori Kogurjo (Goguryeo) állam második királya volt. Valamikor időszámításunk előtt született Pujo (Buyeo) területén az államalapító Tongmjong (Dongmyeong) király és Je (Ye) klánból származó felesége fiaként. Ismeretes még Jurju (유류, 儒留, Yuryu) és Csurju (주류, 朱留, Juryu) neveken is. Vezetékneve (klánneve) apjáétól eltérően He (해, 解, Hae) volt. Neki tulajdonítják az első lejegyzett koreai verset, mely a Hvangdzsoga (Hwangjoga) (황조가, 黃鳥歌; „Sárgarigók”) címet viseli.

## Mítosza
Tongmjong (Dongmyeong) Ko Dzsumong (Go Jumong) néven ismeretes, mint legendás államalapító király, aki az istenek leszármazottja. Juri (Yuri) mítosza (Jurivang sinhva (Yuriwang sinhwa), 유리왕시화) a Szamguk szagi (Samguk sagi) krónikában szerepel, és Juri (Yuri) koronaherceggé avatását örökíti meg. E szerint Ko Dzsumong (Go Jumong) Kogurjo (Goguryeo) alapításakor hátrahagyta a feleségét és a fiát. A kisfiú egy nap eltörte egy asszony vizeskorsóját, aki megfeddte: „Bolondként viselkedsz, mert nincs apád”. A fiú otthon megkérdezte az anyját, aki erre átadta neki apja üzenetét: találja meg a fenyőfa alatt a hétoldalú kő rejtette titkot. A fiú átkutatott mindent, sikertelenül, amikor is furcsa neszt hallott a ház alapzata alól. Itt egy törött karddarabot talált. Ezzel elment Kogurjo (Goguryeo) fővárosába, Csolbon (Jolbon)ba és a király színe elé állt. Amikor a karddarabot összeillesztette a királynál lévő másik darabbal, azok vérezni kezdtek és egybeforrtak egy karddá. Ko Dzsumong (Go Jumong) ekkor azt mondta neki: „ha valóban a fiam vagy, akkor isteni erővel rendelkezel”. Juri (Yuri) ekkor felugrott és meglovagolta az ablakon beszűrődő fénynyalábokat. A király elismerte, hogy a fia, és megtette örökösévé.
Ehhez hasonló mítosz több is létezik a koreai mitológiában, feltehetően sámánista eredetű.

## Családja
Feleségei és gyermekei:
- Szong Jang (송양, Song Yang) lánya (királyné)
  - Todzsol ( 도절, Dojeol) herceg (? – 1)
- Szong Jang (Song Yang) másik lánya (királyné)
  - He Mjong (해명, Hae Myeong) herceg (i.e. 12. – i. sz. 9.)
  - Muhjul (무휼, Muhyul) herceg (4–44), 18-tól Temusin (Daemusin) (대무신) király
  - Jodzsin (여진, Yeojin) herceg (? – 18)
  - He Szekcsu (해색주, Hae Saekju) herceg (? – 48), 44-től Mindzsung (Minjung) (민중) király
  - ismeretlen lánygyermek
- ismeretlen hitves
  - Csesza (재사, Jaesa) herceg (?–?)[5]
    - fia: Thedzso (Taejo) király
    - fia: Cshade (Chadae) király
    - fia: Sinde (Sindae) király
    - fia: Ko Ingo (고인고, 高仁固, Go Ingo)

Ágyasok:
- Hvahi (화희, Hwahui)
- Cshihi (치희, Chihui)